# Chinandega Fútbol Club
El Chinandega Fútbol Club es un club de fútbol nicaragüense de la ciudad de Chinandega en el departamento homónimo. Juega en la Segunda División de Nicaragua. Este equipo ha contado con jugadores como el colombiano Duver Quiñonez, Eric Alcázar, Christian Cabria entre otros, así como Samuel Wilson y Alexander Zúñiga son jugadores surgidos de este humilde equipo.

## Historia
Fue fundado en el año 1975: en el 2011 consiguió el ascenso tras la promoción ante Xilotepelt FC, y es un equipo que nunca ha ganado la liga nicaragüense de primera división nacional de fútbol.
En la temporada 2013/14 el club quedó en último lugar entre 10 equipos, descendiendo a la Segunda División de Nicaragua.
En la temporada 2016/17 ha logrado mantenerse invicto fecha 01,02 contra Real Madriz FC y Nandasmo FC. Un equipo con características de liderazgo y aporte de grandes jugadores para el país, llevando a relucir a nuevos extranjeros.
Es el único equipo masculino en ser dirigido por una mujer, Reyna Espinoza, quien lo llevó hasta semifinales de la Primera División en torneo de apertura 2011.

## Uniforme
- Uniforme titular: Camiseta blanca con franja roja, pantalón negro, medias blancas
- Uniforme alternativo: Camiseta azul con líneas rojas, pantalón rojo, medias rojas

## Estadio
Actualmente la cede se ubica en la ciudad de León en el departamento homónimo del país de Nicaragua, se ubica en la Colonia Universidad buscando salida a carretera a Managua y en este juegan el  F. R. Chinandega FC actualmente el estadio de Chinandega es El Club Deportivo Metropolitano (Veranera) 2019/2020 aprobado por Liga Primera Y la Federación Nicaragüenses de Fútbol (FENIFUT)

## Palmarés
- Segunda División:
  - Campeón: 2008-2009
  - Subcampeón: 2010-11

## Jugadores

### Jugadores destacados
| - Silvio Mendoza (2005-2016) - Roberto Chanampe - Andrés Giraldo - Cristian Rodríguez - Daniel Moran (2005-2014 - Samuel Wilson - Jorge Balladares - Jaime Crisanti - Samuel Padilla | - Carlos Alonso (1996-1998) - Ledys Alvarado - Iván Méndez - Hamilton West (2008–2009) - Francisco Mendoza (2019-2020) - Jon La Berg (2012–13) - Óscar Prado (1987-1990) - Roberto Gutiérrez - Max Gutiérrez - Aníbal Santamaría - José Antonio Narváez |

## Lista de técnicos
- Salvador Dubois Leiva (2008–09)
- Reyna Espinoza Morán (2010–al presente)
- Vidal Alonso (2011 – Dec 2011)
- Luis Olivares (Jan 2012 – Feb 2012)
- Reyna Espinoza Morán (Feb 2012 – al presente)
- Adolfo Alejandro Cajina  (June 2012 – Feb 2013)
- Reyna Espinoza Morán (2015-16)